# Estèrope (filla de Cefeu)
Estèrope (en grec antic: Στερόπη), d'acord amb la mitologia grega, va ser una filla de Cefeu, rei de Tegea.
El seu pare, havia d'acompanyar Hèracles a l'expedició contra Hipocoont, i li va confiar el govern del regne. Per a la seua protecció, li donà un flascó amb un ble dels cabells de Medusa, obsequi d'Atena, que, agitats pel damunt de les muralles de la ciutat, causarien la desfeta dels enemics. Cefeu i tots els seus fills van morir a l'expedició, i a més Íficles, germà d'Hèracles.